# 塞德羅 (新墨西哥州)
塞德羅（英語：Cedro）是位於美國新墨西哥州伯納利歐縣的普查規定居民點。

## 人口
根據2020年美國人口普查的數據，塞德羅的面積為13.97平方千米，皆為陸地。當地共有人口416人，而人口密度為每平方千米29.78人。